# Senne Leysen
Senne Leysen (Tielen, 18 de março de 1996) é um ciclista belga, membro da equipa Alpecin-Deceuninck.

## Biografia
É filho de Bart Leysen, um exciclista profissional que chegou a ser diretor desportivo da equipa WorldTour Lotto Soudal.
Em 2012 coroou-se campeão da Bélgica e campeão da província de Antuérpia no exercício de contrarrelógio na categoria de júnior (15/16 anos).
Em 2015 uniu-se à equipa Lotto Soudal U23. Em abril proclamou-se campeão da província de Antuérpia na contrarrelógio sub-23. Também na primavera, terminou sexto no campeonato belga de contrarrelógio sub-23, depois quinto e melhor corredor jovem no Tour de Berlim.

## Palmarés
- 2020
  - 1 etapa do Tour Bitwa Warszawska 1920

## Resultados em Grandes Voltas
Durante a sua carreira desportiva tem conseguido os seguintes postos nas Grandes Voltas.
| Corrida | Corrida         | 2018 | 2019 | 2020 | 2021  | 2022  |
| ------- | --------------- | ---- | ---- | ---- | ----- | ----- |
|         | Giro d'Italia   | —    | —    | —    | 101.º | 118.º |
|         | Tour de France  | —    | —    | —    | —     | ―     |
|         | Volta a Espanha | —    | —    | —    | —     | —     |

—: não participa

Ab.: abandono

## Equipas
- Lotto Soudal (stagiaire) (08.2017-12.2017)
- Vérandas Willems-Crelan (2018)
- Roompot-Charles (2019)
- Alpecin (2019-)
  - Alpecin-Fenix (2020-2022)[3]
  - Alpecin-Deceuninck (2022[4]-)